# Billy Graham (dessinateur)
Pour les articles homonymes, voir Billy Graham (homonymie).
William Henderson Graham, dit Billy Graham (né le 1er juillet 1935 à New York et mort le 1er avril 1997) est un dessinateur de bande dessinée américain qui a travaillé pour Warren Publishing et Marvel Comics dans les années 1960 et 1970.
Graham a collaboré comme encreur de John Romita Sr. et George Tuska, et ponctuellement comme dessinateur, aux seize premiers numéros de Luke Cage, Hero for Hire (1972-1973), comic book qui introduisait Luke Cage, l'un des premiers super-héros afro-américain à succès. Il a également travaillé sur la série Black Panther.